# Лук неровный
Лук неровный (лат. Allium confragosum) — многолетнее травянистое растение, вид рода Лук (Allium) семейства Луковые (Alliaceae).

## Распространение и экология
В природе ареал вида охватывает Тянь-Шань. Эндемик.
Произрастает на скалах и щебнистых склонах.

## Ботаническое описание
Луковица яйцевидная, диаметром 1—1,5 мм, наружные оболочки кожистые, серовато-буроватые или черноватые, ямчатые, при основании раскалывающиеся. Луковички чёрно-бурые, бугорчато-ямчатые. Стебель высотой 15—30 см, тонкий, на треть или до половины одетый гладкими влагалищами листьев.
Листья в числе трёх—четырёх, шириной около 0,5 мм, нитевидные, полуцилиндрические, желобчатые, гладкие или по краю шероховатые, равны или чаще немного короче стебля.
Чехол в два—три раза короче зонтика, длинно-заострённый, обычно остающийся. Зонтик коробочконосный, полушаровидный или чаще шаровидный, многоцветковый, густой. Цветоножки почти равные, в два—четыре раза длиннее околоцветника, при основании с многочисленными прицветниками. Листочки почти шаровидного околоцветника коричневатые, длиной около 3 мм, равные, продолговато-яйцевидные, острые, наружные лодочковидные, шероховатые. Нити тычинок в полтора раза длиннее листочков околоцветника, при основании между собой и с околоцветником сросшиеся, цельные, равные, шиловидные. Столбик выдается из околоцветника.
Коробочка немного короче околоцветника.

## Таксономия
Вид Лук неровный входит в род Лук (Allium) семейства Луковые (Alliaceae) порядка Спаржецветные (Asparagales).
|  |                                      |  |                                                             |                                                             |                   |  | ещё 24 семейства (согласно Системе APG II) | ещё 24 семейства (согласно Системе APG II) |                     |  |  |  | ещё более 870 видов |
|  |                                      |  |                                                             |                                                             |                   |  | ещё 24 семейства (согласно Системе APG II) | ещё 24 семейства (согласно Системе APG II) |                     |  |  |  | ещё более 870 видов |
|  |                                      |  |                                                             | порядок Спаржецветные                                       |                   |  |                                            |                                            | род Лук             |  |  |  |                     |
|  |                                      |  |                                                             | порядок Спаржецветные                                       |                   |  |                                            |                                            | род Лук             |  |  |  |                     |
|  | отдел Цветковые, или Покрытосеменные |  |                                                             |                                                             | семейство Луковые |  |                                            |                                            | вид Лук неровный    |  |  |  |                     |
|  | отдел Цветковые, или Покрытосеменные |  |                                                             |                                                             | семейство Луковые |  |                                            |                                            |                     |  |  |  |                     |
|  |                                      |  | ещё 44 порядка цветковых растений (согласно Системе APG II) | ещё 44 порядка цветковых растений (согласно Системе APG II) |                   |  |                                            | ещё около 300 родов                        | ещё около 300 родов |  |  |  |                     |
|  |                                      |  |                                                             | ещё 44 порядка цветковых растений (согласно Системе APG II) |                   |  |                                            |                                            | ещё около 300 родов |  |  |  |                     |